# Марчук Ігор Петрович
Ігор Петрович Марчук (нар. 17 лютого 1969, м. Кам'янець-Подільський, Хмельницька область) — український підприємець, політик. Народний депутат України 9-го скликання.
Член Комітету Верховної Ради з питань економічного розвитку, голова підкомітету з питань взаємодії держави і бізнесу та інвестицій.
Голова Постійної делегації Парламентського виміру Центральноєвропейської ініціативи.

## Життєпис
Народився у сім'ї робітників. Закінчив Подільську державну аграрно-технічну академію (спеціальність «Менеджмент організацій»), отримав кваліфікацію менеджера-економіста.
Працював на керівних посадах у комерційних компаніях. 1997 р. — розпочав професійний шлях в логістиці. Створив групу логістичних компаній. 2015 р. — разом із командою фахівців у сфері зовнішньоекономічної діяльності створив корпоративну «M&S Академію».
Кандидат у народні депутати від партії «Слуга народу» на парламентських виборах у 2019 р. (виборчий округ № 193, м. Кам'янець-Подільський, Кам'янець-Подільський, Новоушицький райони). На час виборів: директор ТОВ «М-ЕНД-С», проживає в м. Києві. Безпартійний.
Член Постійної делегації у Парламентському вимірі Центральноєвропейської ініціативи.

## Скандали
22 липня 2025 року проголосував за проєкт закону 12414, що обмежує Національне антикорупційне бюро України та Спеціалізовану антикорупційну прокуратуру. Закон викликав хвилю антикорупційних протестів.